# Volkswagen Typ 4

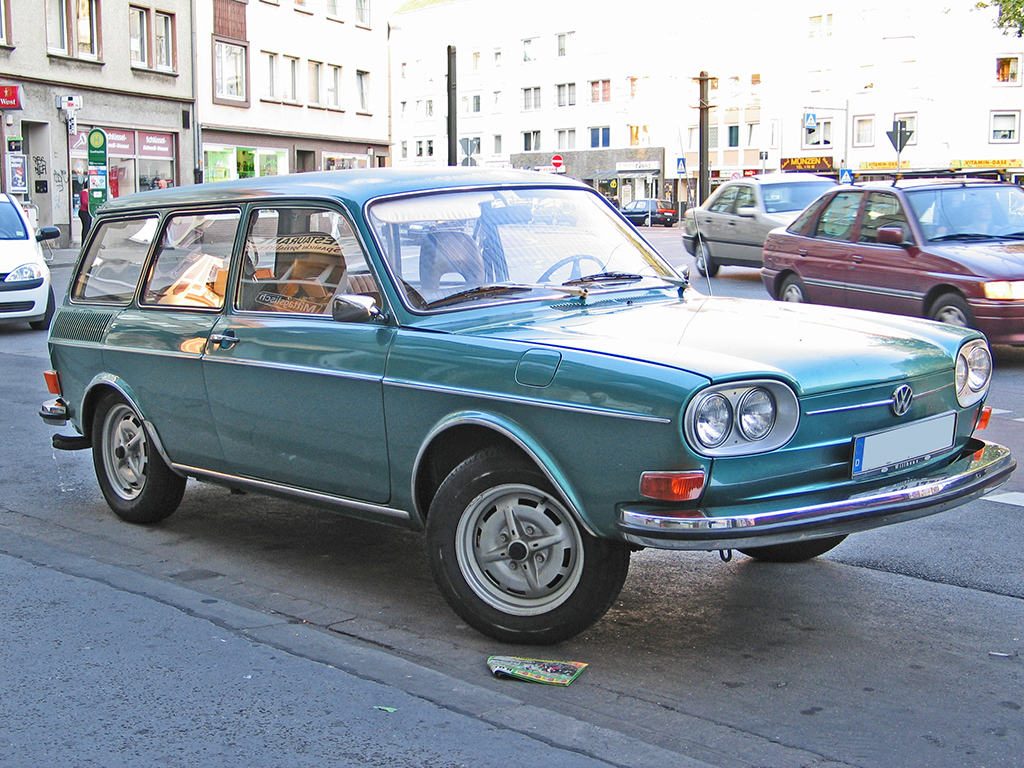
VW Typ 4 (411 LE Variant), tillverkad 1969-1972.

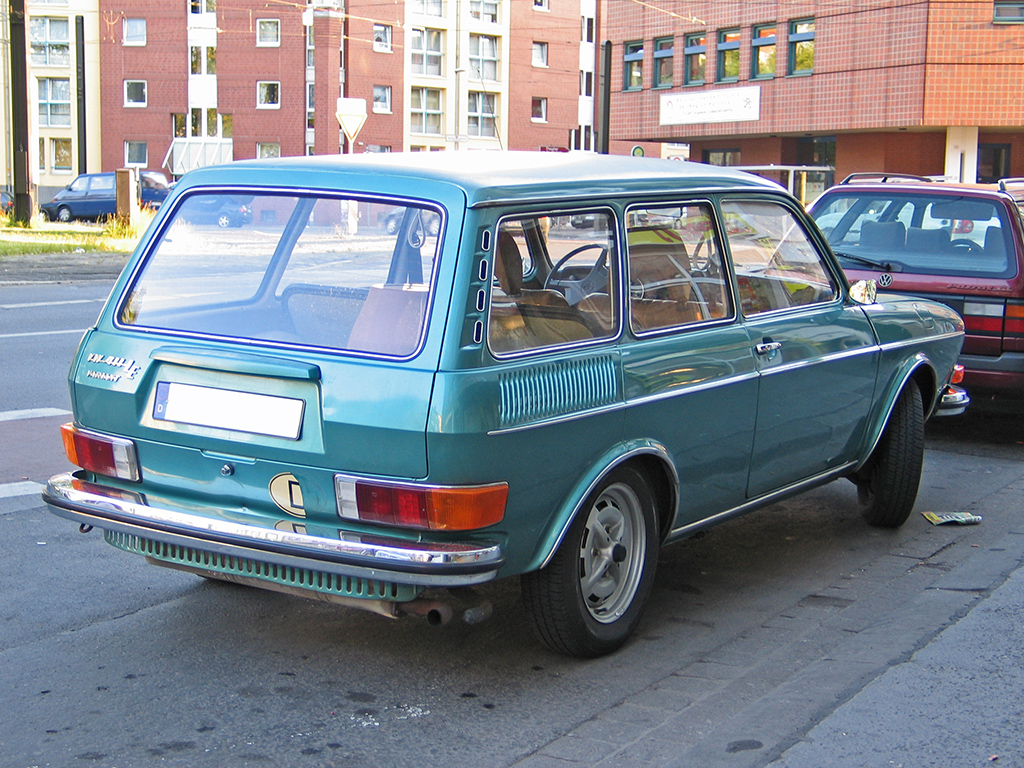
VW Typ 4 (411 LE Variant).

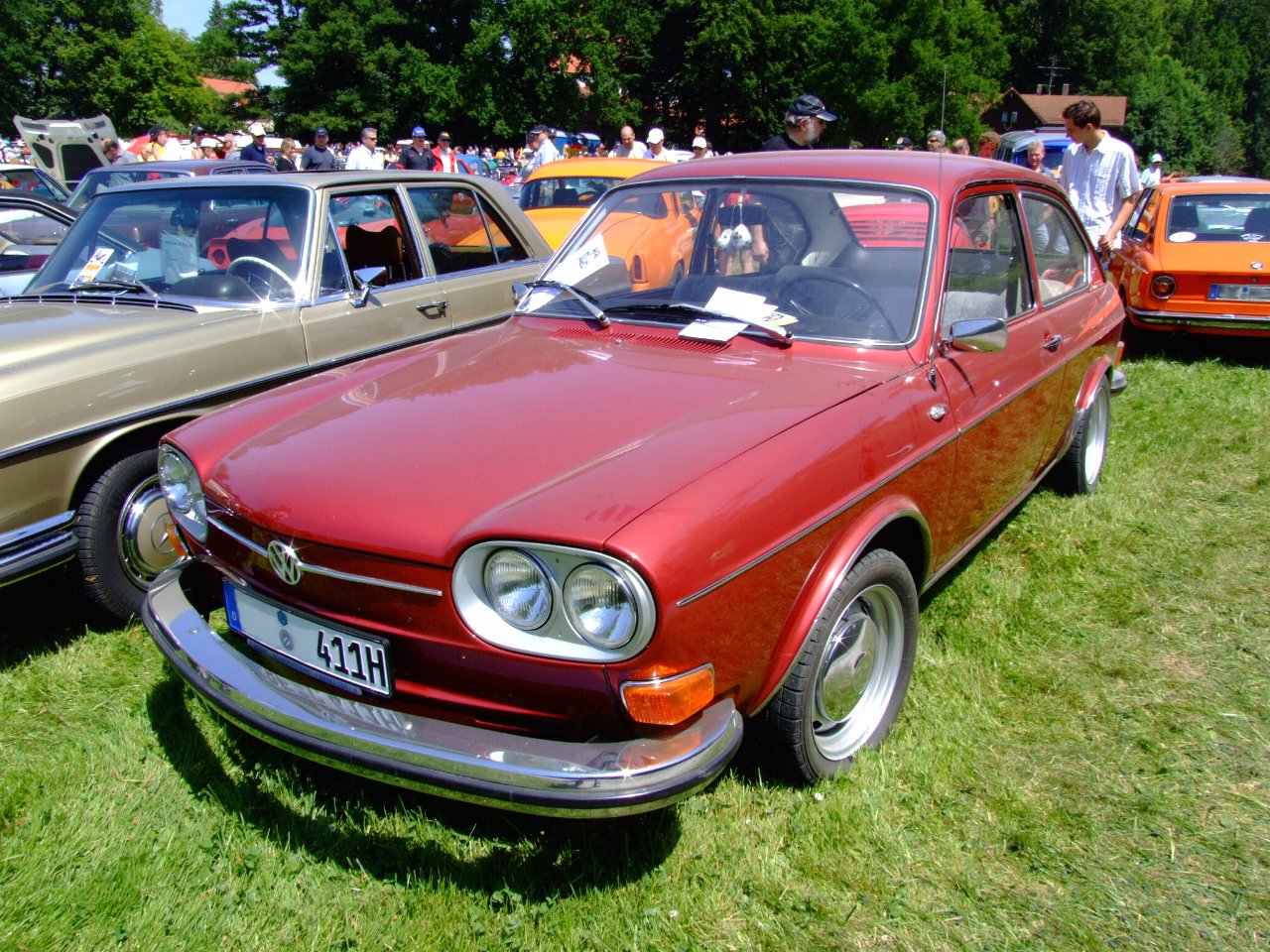
VW 411 LE (1971).

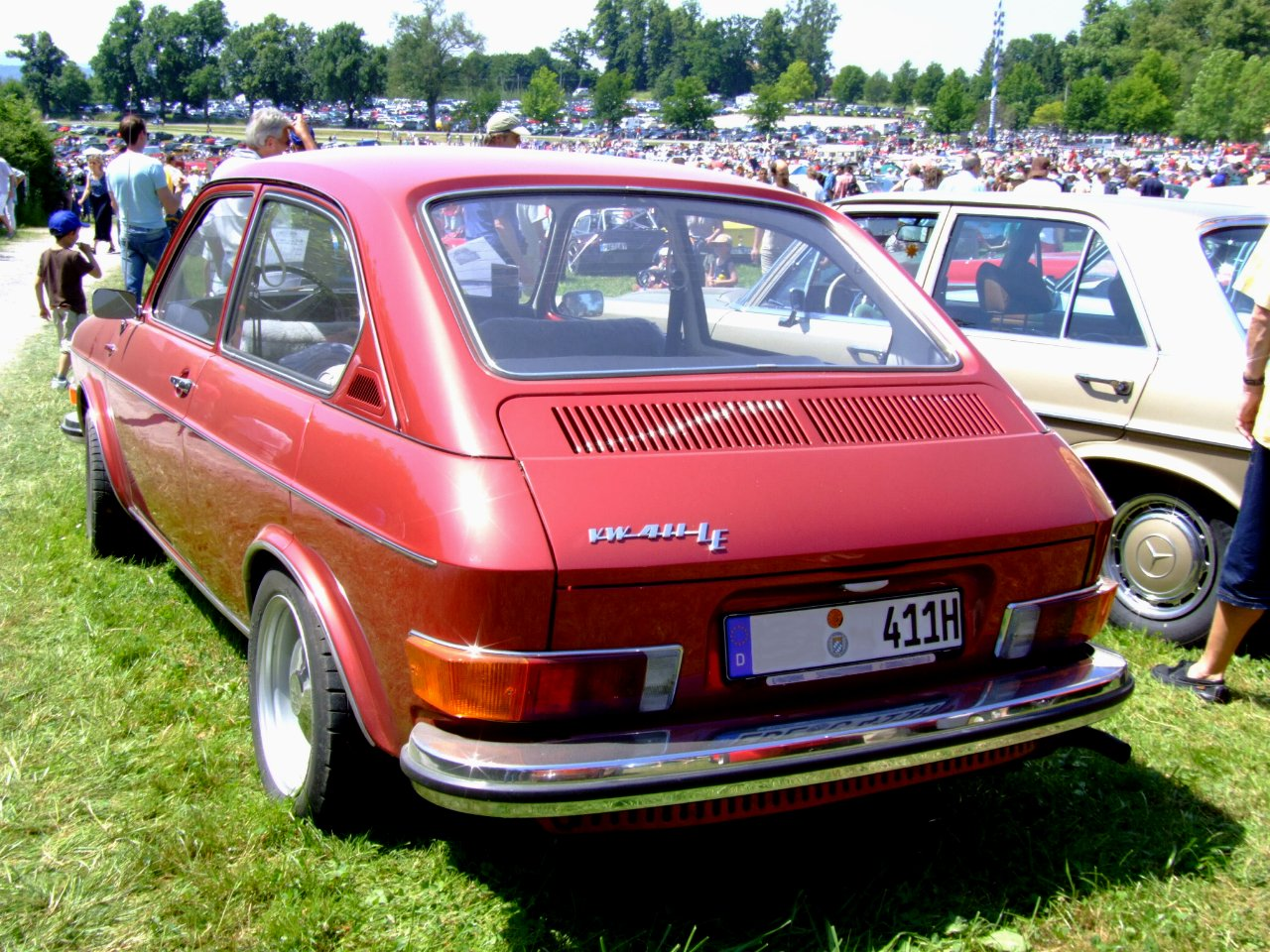
VW 411 LE (1971).

Volkswagen Typ 4, såld under modellnamnen 411 och 412, är en bilmodell från Volkswagen som lanserades i augusti 1968. Bilmodellen var en helt ny bil från Volkswagen, visserligen satt motorn fortfarande bak och var luftkyld, men Typ 4 hade självbärande kaross och ingen bottenplatta som tidigare bilar hade haft. Modellen hade stora karossöverhäng. Bilens axelavstånd på 250 centimeter var bara 10 centimeter längre än Volkswagen Typ 1 bubblan. Bilen kunde levereras med 2 eller 4 dörrar eller i kombimodell med 3 dörrar (märkligt nog fanns ingen kombi med bakdörrar). Motorn var på 1,7 liter och hade en effekt på 68 hk.

## Modellhistorik
Modellen kom 1969 (VW 411 L), och hade två stycken Solex-förgasare, som försörjde den 1,7 liter stora luftkylda boxermotorn med bränsle. 
1970 fick de elektroniskt styrd bränsleinsprutning (411 E) och ökad motoreffekt till 80 hk (från tidigare 70 hk). 
Några små kosmetiska ändringar gjordes under åren; bland annat infördes 4-strålkastarsystem (1970). 
Modell 412 E kom ut augusti 1972, med kosmetiska förändringar.
Bilen kom även i Variant-utförande, med 2 dörrar, och även, för de som så önskade, en treväxlad, Borg-Warner-automatväxellåda.
Förutom konkurrerande märken fick 411 även tävla om köparnas gunst med de egna modellsyskonen Typ 3 och den NSU-konstruerade K70. 1973 lanserades den modernare framhjulsdrivna Volkswagen Passat. Ett år senare (maj 1974) lades produktionen av Typ 4 ner. 
Produktionstid: 1969-1974
Antal tillverkade bilar: 367 728
Som kuriosa kan nämnas, att första årsmodellen (1969, modell 411), och även den sista årsmodellen (1974, modell 412), hade ett två-förgasarsystem med Solexförgasare, istället för de andra mellanliggande årsmodellerna som hade elektronisk bränsleinsprutning. 
VW var en föregångare (på gott och ont) när det gällde elektroniskt styrda bränsleinsprutningar av bensinmotorer.
VW:s första försök (bland produktionsbilar) var VW 1600E.

## Om modellen
Till skillnad från tidigare VW-modeller hade 411/412 självbärande kaross, och var också den första personbilen från VW som fanns med bakdörrar. En hånfull uttydning av modellnamnet var därför: "4 dörrar och 11 år för sent". Fortfarande var motorn luftkyld och placerad längst bak i bilen, men i övrigt var det mycket som var nytt. Torsionsfjädringen ersattes av spiralfjädrar runt om, fram i form av McPherson fjäderben. Denna framvagnsupphängning användes också på de sista årsmodellerna av Typ 1 (bubblan). Den självbärande karossen gjorde att golvet kunde göras nästan helt plant i passagerarutrymmet. Skivbromsar fram var standard. Kopplingen hade hydraulisk manövrering, och bilen hade standardmonterad bensinvärmare (Eberspächer) för att hålla värmen i kupén året om. 
För att konkurrera i mellanklassen behövdes ett större bagageutrymme än tidigare modeller hade kunnat erbjuda. Motorns placering tvingade fram ett större bagagerum i fronten av bilen. Den nya framvagnsupphängningen lämnade mer plats och batteriet placerades under förarstolen.

## Motor
För att ge tillräckliga prestanda konstruerades en större boxermotor än i tidigare modeller. Till att börja med hade den 1,7 liters volym, förgasare och 68 hk. Senare fick den bränsleinsprutning och 80 hk. När 412:an ersatte 411 ökade cylindervolymen till 1,8 liter, men då fick motorn förgasare igen. 
Samma motor användes även i folksportbilen Porsche 914 och efter att typ 4 hade lagts ner fortsatte motorn att användas i Transporter-modellerna.

## Slutet
1974 blev sista årsmodellen för Typ 4, bara ett år efter att Typ 3 hade slutat tillverkas. Både Typ 4 och den NSU-konstruerade K70 ersattes av Volkswagen Passat, som byggde på Audi 80. Därmed var slutet nära för de luftkylda svansmotorerna i Volkswagens västtyska fabriker. Typ 1 tillverkades dock fortsättningsvis i Brasilien och i Mexico, med endast mindre modifikationer,  till år 1996 respektive 2003. Typ 2 behöll också den luftkylda motorn tills den konstruerades om 1979. Även denna tillverkades emellertid i Brasilien med lyftkyld motor till år 2013. 